# Маріо Берток
Маріо Берток (нар. 2 вересня 1929, Загреб — 20 серпня 2008) — хорватський шахіст і шаховий журналіст, міжнародний майстер від 1957 року.

## Життєпис
На межі 1950-1960-х років належав до провідних югославських шахістів. У 1957 i 1961 роках двічі виступив на командних чемпіонатах Європи, здобувши 4 медалі (дві срібні в командному заліку, а також срібну i бронзову в особистому). 1960 року єдиний раз у кар'єрі грав за збірну Югославії на шаховій олімпіаді, здобувши у Лейпцигу бронзову медаль. Був триразовим чемпіоном Хорватії. Неодноразово брав участь у фіналах індивідуальних чемпіонату Югославії, найвищого успіху досягнув у 1960 році в Любляні, де здобув звання віце-чемпіона країни. Завдяки тому результатові виступив того самого року на зональному турнірі (циклу чемпіонату світу), що відбувся в Будапешті, в якому поділив 2-5-те місця (позаду Гедеона Барци, разом з Александером Матановичем, Іштваном Білеком i Тео ван Схелтінґою), a на дограванні посів 3-тє місце i потрапив до міжзонального турніру у Стокгольмі в 1962 році (на тому турнірі посів 18-те місце серед 23 учасників).
Серед інших успіхів, які здобув на міжнародних турнірах належать, зокрема: 2-3-тє місця в Братиславі (1957, позаду Юліуса Козми, разом з Мирославом Філіпом), посів 1-ше місце в Порторожі (1958), посів 2-ге місце в Кракові (1959), 3-4-те місце у Амстердамі (1963, турнір IBM–B, позаду Гайнца Лемана i Конрада Зейдеми, разом з Робертом Гартохом, посів 2-ге місце в Амстердамі (1964, турнір IBM–B, позаду Ніколи Караклаїча), 4-те місце в Загребі (1964, позаду Ласло Сабо, Дражена Маровича i Бруно Парми), 1-4-те місце в Реджо-Емілії (1964/65, разом з Іштваном Білеком, Рудольфом Тешнером i Драголюбом Мінічем), 2-4-те місце в Реджо-Емілії (1969/70, позаду Серджіо Маріотті, разом з Юліусом Козмою i Альвізе Дзікікі). 3-5-те місця у Вінковцях (1977), а також 4-те місце в Реджо-Емілії (1982/83, позаду Нони Гапріндашвілі, Карела Мокрого i Георга Даннера).
Найвищий рейтинг Ело в кар'єрі мав станом на 1 липня 1972 року, досягнувши 2440 пунктів ділив тоді 22-26-те місце серед югославських шахістів. За даними ретроспективної системи Chessmetrics, найвищий рейтинг мав у жовтні 1960 року, посідав тоді 55-те місце в світі.
У турнірах брав участь до 2004 року. Трагічно загинув у серпні 2008 року, втопившись в озері Ярун під загребом, ймовірно від серцевого нападу.
Дружиною Маріо Бертока була Семка Соколович-Берток (1935—2008) — хорватська акторка, яка в молодості також досягнула шахових успіхів (була, зокрема, восьмиразовою чемпіонкою Хорватії).